# 갈산중학교 (충남)
갈산중학교(葛山中學校)는 대한민국 충청남도 홍성군 갈산면 상촌리에 있는 공립 중학교이다.

## 학교 연혁
- 1951년 12월 4일 : 갈산중학교 설립인가 (6학급)
- 1952년 2월 1일 : 개교
- 1999년 3월 1일 : 갈산중·고 통합학교 지정
- 2023년 9월 1일 : 제27대 최재능 교장 취임
- 2024년 1월 10일 : 제71회 졸업식(23명 졸업, 총 10,768명)
- 2024년 3월 4일 : 2024학년도 입학(8명 입학)
- 2025년 3월 1일 : 제28대 유혜정 교장 취임

## 참고 자료
- 갈산중학교 - 한국교육학술정보원 학교알리미